# Integrated Taxonomic Information System

Das ITIS-Logo

Das Integrated Taxonomic Information System (ITIS) ist ein 1996 initiiertes, gemeinschaftliches Projekt verschiedener nordamerikanischer Organisationen zur Standardisierung und Bereitstellung taxonomischer Information als Grundlage des Ökosystemmanagements sowie für Maßnahmen zur Erhaltung der Biodiversität. Das Ziel ist die Bereitstellung einer öffentlich zugänglichen Datenbank mit verlässlichen Daten für die Bezeichnungen der Taxa und deren hierarchischer Systematik. Abgedeckt werden hierbei Pflanzen, Tiere, Pilze und auch Mikroben. Jeder taxonomische Bezeichner wird dabei durch eine Taxonomic Serial Number (TSN) identifiziert, einem eindeutigen unveränderlichen numerischen Schlüssel. Im November 2024 enthielt die Datenbank 954.924 Einträge.
Partnerprojekte von ITIS sind Species 2000 und GBIF. Die taxonomischen Daten von ITIS und Species 2000, die im Catalogue of Life zusammengeführt werden, dienen als Basis der Encyclopedia of Life, einer Online-Enzyklopädie für die Lebewesen der Welt.

## Beteiligte Organisationen
Ausgangsbasis bei Start des Projekts 1996 war der Datenbestand des National Oceanographic Data Center (NODC), das zur National Oceanic and Atmospheric Administration gehört. Dieser auch als NODC Taxonomic Code bezeichnete Datenbestand enthielt 210.000 wissenschaftliche Namen, die Datenqualität war uneinheitlich. Ursprünglich stand die Bezeichnung ITIS für Interagency Taxonomic Information System.
Anfangs waren ausschließlich US-amerikanische Organisationen beteiligt:
- Handelsministerium der Vereinigten Staaten
  - National Oceanic and Atmospheric Administration (NOAA)
- Innenministerium der Vereinigten Staaten
  - United States Geological Survey (USGS)
- Environmental Protection Agency (EPA)
- Landwirtschaftsministerium der Vereinigten Staaten
  - Agricultural Research Service (ARS)
  - Natural Resources Conservation Service (NRCS)
- Smithsonian Institution
  - National Museum of Natural History (NMNH)

Später kamen weitere Organisationen hinzu, darunter auch eine kandanische und eine mexikanische:
- Kanada
  - Agriculture and Agri-Food Canada
- Mexiko
  - Comisión Nacional para el Conocimiento y Uso de la Biodiversidad (CONABIO)
- USA
  - National Biological Information Infrastructure
  - National Park Service
  - NatureServe
  - United States Fish and Wildlife Service

## Taxonomic Serial Number
Bei der Taxonomic Serial Number (TSN) handelt es sich um einen eindeutigen, dauerhaft gültigen, numerischen Schlüssel. Dem wissenschaftlichen Namen der Art Homo sapiens ist beispielsweise die TSN 180092 zugeordnet. Die TSN ist dabei bewusst kein sprechender Schlüssel, das heißt insbesondere, dass die numerischen Werte der TSN keinerlei Rückschlüsse auf die systematischen Zusammenhänge der Taxa zulassen. Damit ist keine Änderung der TSN erforderlich, wenn ein Taxon anders zugeordnet wird, solange damit keine Änderung des wissenschaftlichen Namens verbunden ist.
Eine TSN identifiziert die Kombination eines wissenschaftlichen Namens und des zugehörigen Taxons. Das heißt zum einen, dass bei Homonymen jeder Bedeutung eine separate TSN zugeordnet wird. Zum anderen bedeutet es, dass im Falle von Synonymen ebenfalls verschiedene TSN vergeben werden.
Entsprechend der Aufnahmereihenfolge der wissenschaftlichen Namen in die Datenbank werden die TSN sequentiell vergeben. Dabei werden alle Rangstufen bis zum Reich berücksichtigt. Für Trivialnamen gibt es hingegen keine eigene TSN, dem Datensatz zu einer TSN können aber Trivialnamen zugeordnet werden, um auch eine Suche nach diesem zu ermöglichen.
Die Schreibung eines wissenschaftlichen Namens bleibt dauerhaft unverändert. Diese Regel wurde in der Anfangszeit allerdings durchbrochen, indem Schreibfehler in den vom Vorgängersystem NDOC Taxonomic Code übernommenen Daten korrigiert wurden.

## Datenmodell
Jeder TSN, also jeder Kombination aus wissenschaftlichem Namen und Taxon, ist einer anderen TSN zugeordnet. Diese Zuordnung hat dabei genau eine der beiden folgenden Bedeutungen:
1. ein untergeordnetes Taxon wird dem direkt übergeordneten Taxon zugeordnet
2. ein ungültiger wissenschaftlicher Name wird dem derzeit gültigen bzw. gebräuchlichen Synonym zugeordnet

Eine seltene Ausnahme von dieser Regel liegt vor, wenn es für einen ungültigen Namen kein entsprechendes Synonym gibt, mit dem dieser direkt verknüpft werden könnte. In diesem Fall kann eine TSN auch mit mehreren anderen verknüpft werden.
Jedem Datensatz sind drei Attribute zugeordnet, die die Datenqualität dokumentieren:
- Record Credibility Rating: Dieses gibt wieder, ob und in welchem Umfang der Eintrag überprüft wurde.
- Latest Record Review: Für Ränge ab der Gattung und höher wird hier das Jahr des letzten Reviews des Eintrags angegeben.
- Global Species Completeness: Ebenfalls ab der Gattung drückt dieses Kennzeichen aus, ob alle diesem Taxon untergeordneten Arten in der Datenbank enthalten sind.